# Kurt Brumme (Politiker)

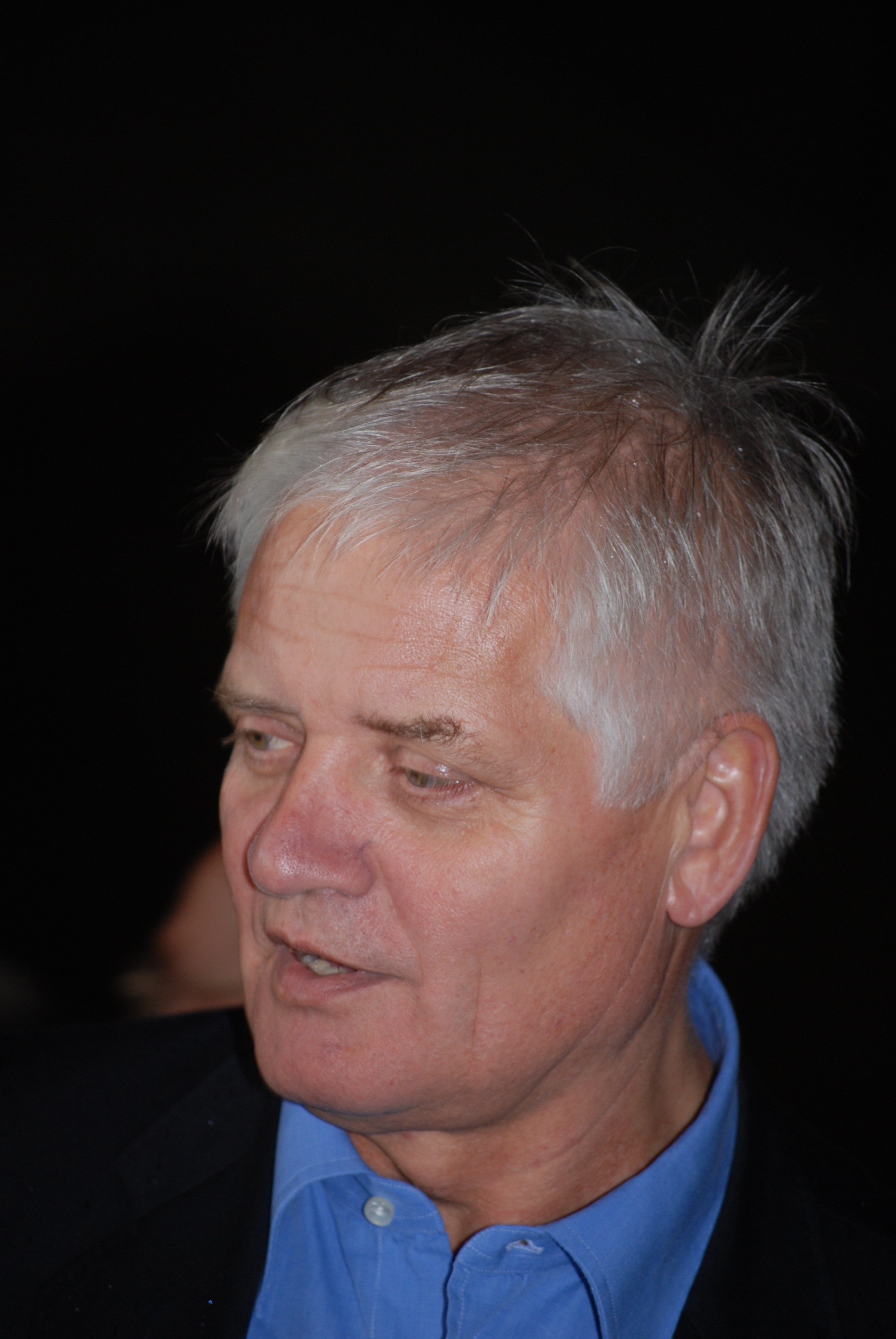
Kurt Brumme, MdL

Kurt Brumme (* 7. Februar 1948 in Hohenziatz) ist ein deutscher Politiker der CDU.

## Leben und Beruf
Von 1954 bis 1964 besuchte Kurt Brumme die polytechnische Oberschule in Lübars. Es folgte von 1964 bis 1966 eine Ausbildung zum Motorenschlosser. 1966/67 arbeitet er in diesem Beruf als Facharbeiter für Landmaschinen. Es folgte 1967/68 der Grundwehrdienst in der Nationalen Volksarmee (NVA).
Nach zwei Jahren Berufszeit schloss er von 1968 bis 1971 ein Studium an der Ingenieurschule für Landtechnik Friesack (Mark) an. Das Studium „Landmaschinenbau“ mit der Fachrichtung Instandhaltung beendete er mit dem Abschluss eines Ingenieurs. Es folgte von 1973 bis 1978 an der Technischen Hochschule Magdeburg und Ingenieurhochschule Berlin ein Fernstudium im Bereich Maschinenbau und Landmaschinenbau mit der Fachrichtung Fertigungsprozessgestaltung. Es schloss dieses Studium mit dem Abschluss Diplom-Ingenieur (TU) ab. 1983 besuchte er die Ingenieurschule für Maschinenbau und Elektrotechnik in Magdeburg. Dort absolvierte er ein Studium mit dem Schwerpunkt Technologie der Metallverarbeitenden Industrie mit dem Abschluss als Maschineningenieur. 1988/89 folgte an der Technischen Universität Magdeburg ein Aufbaustudium in der Fachrichtung Produktionsprozesssteuerung (PPS).
1990 bis 1995 übernahm Brumme die Betriebsleitung in der Firma Zahnradfabrik Altona-Elbe in Hamburg. 1996/97 absolvierte er eine Zusatzqualifizierung im Bereich Verkauf und IT-Management und 1997/98 einen Existenzgründerlehrgang. Seit 1998 arbeitet er als selbstständiger Unternehmensberater und im IT-Service.
Er ist verheiratet und hat zwei Kinder.

## Partei
Kurt Brumme war von 1972 bis 1982 Mitglied der SED. 1982 wurde er aus politischen Gründen aus der Partei ausgeschlossen.
Nach der Wiedervereinigung folgte 1993 sein Eintritt in die CDU im Kreisverband Lüneburg. Von 1996 bis 2007 war er Mitglied im Kreisvorstand der CDU Anhalt-Zerbst, danach Mitglied des Kreisvorstand der CDU von Dessau-Roßlau. Von 1998 bis 2008 war Brumme zudem Vorsitzender der CDU-Ortsgruppe Roßlau (Elbe).

## Abgeordneter
Brumme war von 1999 bis zur Fusion von Dessau und Roßlau am 1. Juli 2007 Mitglied des Stadtrates von Roßlau. Anschließend war er bis zur Niederlegung seines Mandates am 30. September 2008 Mitglied im Stadtrat von Dessau-Roßlau. Kurt Brumme war von 1999 bis 2005 als Abgeordneter der CDU im Kreistag des Landkreises Anhalt-Zerbst.
Von April 2002 bis April 2011 war Brumme für den Wahlkreis 27 (Dessau-Roßlau) Mitglied im Landtag von Sachsen-Anhalt. Dort war er Mitglied im Ausschuss für Soziales und gehörte des Weiteren auch dem Ausschuss für Umwelt an.
Außerdem war Kurt Brumme stellvertretendes Mitglied im Zehnten Parlamentarischen Untersuchungsausschuss (Polizeiarbeit) und im Elften Parlamentarischen Untersuchungsausschuss (Mülldeponien).
Für die CDU-Landtagsfraktion Sachsen-Anhalt war Brumme zudem der gesundheitspolitische Sprecher.